# Uniwersytet Warszawski
Uniwersytet Warszawski (historyczne nazwy: Królewski Uniwersytet Warszawski, Cesarski Uniwersytet Warszawski, Uniwersytet Józefa Piłsudskiego w Warszawie) – polski publiczny uniwersytet założony 19 listopada 1816 w Warszawie przez Komisję Rządową Wyznań Religijnych i Oświecenia Publicznego.

## Uczelnia obecnie
Współcześnie UW jest największym i jednym z najstarszych uniwersytetów w Polsce. Od marca 2018 uczelnia należy do Sojuszu 4 EU+, który ma status uniwersytetu europejskiego w konkursie ogłoszonym przez Komisję Europejską. W październiku 2019 roku UW wygrał konkurs w programie „Inicjatywa Doskonałości – Uczelnia Badawcza” organizowanym przez Ministerstwo Nauki i Szkolnictwa Wyższego.
W 2016 Uniwersytet Warszawski zajął 3. miejsce w Europie Południowej i Wschodniej oraz 96. na świecie w rankingu wschodzących gwiazd nauki Nature Index Rising Stars. W międzynarodowym rankingu ARWU, zwanym rankingiem szanghajskim w 2017 Uniwersytet Warszawski zajął miejsce w przedziale 301-400 (najwyższe ze wszystkich polskich uczelni), a w rankingu QS World University Rankings w roku 2018 miejsce w przedziale 411-420. W szanghajskim rankingu dziedzinowym w 2018 uwzględnionych zostało 10 dyscyplin prowadzonych na UW. Najwyższe miejsca (pozycje między 51. a 75. na świecie) zajęły matematyka i fizyka.
W rankingu Szkół Wyższych „Perspektyw” Uniwersytet Warszawski corocznie zajmuje jedno z dwóch pierwszych miejsc w kraju. W 2018 zajął w tym rankingu 1. miejsce.
Pracownicy uniwersytetu zdobyli 14 z 28 grantów, przyznanych naukowcom pracującym w polskich instytucjach, w najbardziej prestiżowych europejskich konkursach badawczych – Europejskiej Rady ds. Badań Naukowych (European Research Council). W 2016 Komisja Europejska przyznała Uniwersytetowi wyróżnienie „HR Excellence in Research”, które jest potwierdzeniem przestrzegania zasad Europejskiej Karty Naukowca.
Uniwersytet Warszawski dał początek kilku innym współcześnie działającym uczelniom. W 1950 w miejsce zlikwidowanych Wydziału Lekarskiego i Wydziału Farmaceutycznego powstała Akademia Medyczna w Warszawie (dziś Warszawski Uniwersytet Medyczny). W 1952 z uniwersytetu usunięto Wydział Weterynaryjny i włączono go do Szkoły Głównej Gospodarstwa Wiejskiego w Warszawie. W 1954 z wydziałów teologicznych UW i UJ powstała Akademia Teologii Katolickiej (dziś Uniwersytet Kardynała Stefana Wyszyńskiego w Warszawie). W 1997 filia UW w Białymstoku została przekształcona w Uniwersytet w Białymstoku.
| Ranking           | Ranking          |
| Rankingi krajowe  | Rankingi krajowe |
| Ranking           | 2018             |
| ----------------- | ---------------- |
| Perspektywy       | 1                |
| QS World          | 1                |
| Times (Europe)    | 1                |
| Webometrics       | 1                |
| SIR               | 2                |
| Rankingi światowe |                  |
| QS World          | 262              |
| THE World         | 601-800          |
| Webometrics       | 375              |
| SIR               | 542              |

## Historia

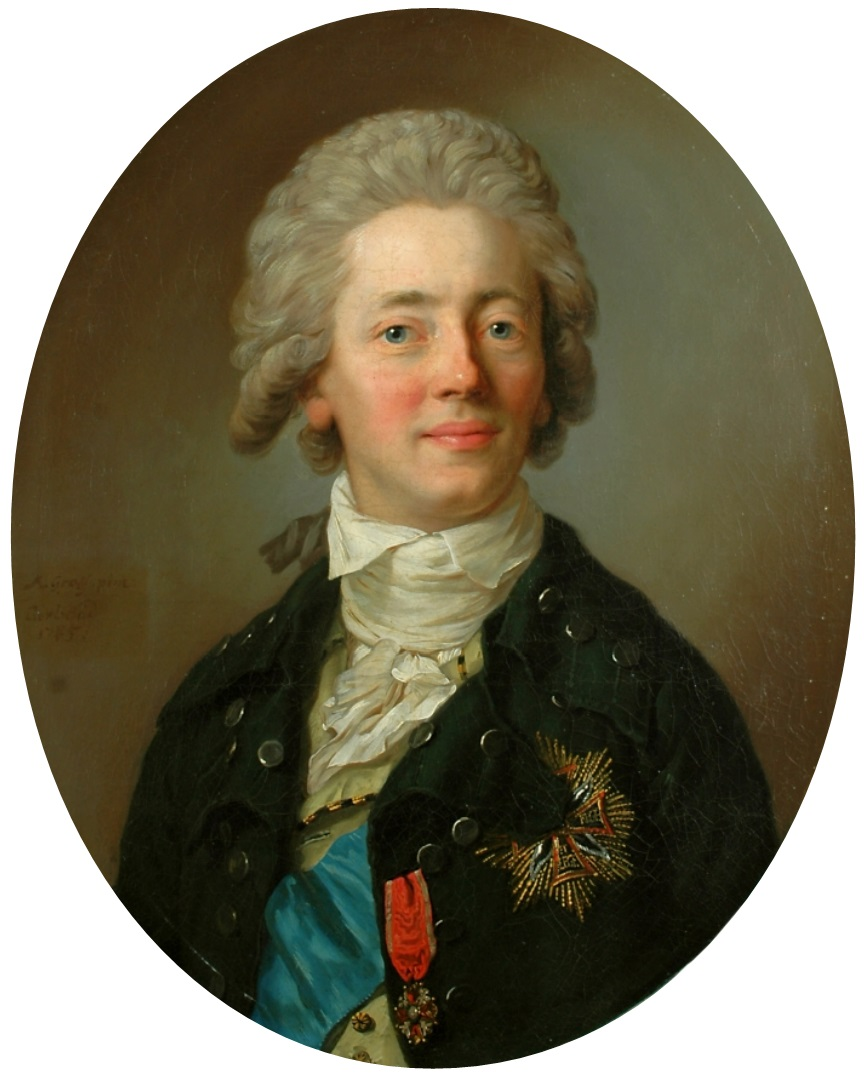
Inicjator założenia uniwersytetu Stanisław Kostka Potocki, kierownik Komisji Wyznań Religijnych i Oświecenia Publicznego

### Królewski Uniwersytet Warszawski (1816–1831)
W listopadzie 1816 roku Stanisław Kostka Potocki, kierownik Komisji Wyznań Religijnych i Oświecenia Publicznego oraz Stanisław Staszic przedstawili projekt utworzenia Królewskiego Uniwersytetu Warszawskiego Imperatorowi Wszechrosyjskiemu Aleksandrowi I, który przychylił się do inicjatywy, aprobując ją . Nastąpiło to poprzez połączenie dwóch szkół założonych w czasie Księstwa Warszawskiego przez Izbę Edukacji Publicznej: Szkoły Prawa i Nauk Administracyjnych (zał. 1808), oraz Szkoły Lekarskiej, zwanej też Akademickim Wydziałem Lekarskim (zał. 1809). Po uzupełnieniu uczelnia składała się z 5 wydziałów :
- Prawa i Nauk Administracyjnych, który składał się z 9 katedr (Nauk Przygotowawczych; Pandektów; Prawa Polskiego Dawnego i Historii Prawa Polskiego; Prawa Cywilnego Obecnie Obowiązującego; Prawa Kryminalnego, Postępowania Cywilnego i Kryminalnego i Konstytucji; Prawa Kanonicznego; Ekonomii Politycznej, Prawa Administracyjnego, Prawa Policyjnego i Nauki Finansowej; Nauki Handlu, Prawa Handlowego i Statystyki; Technologii, Rolnictwa i Leśnictwa: do roku 1819). Na wydziale pracowali m.in. Jan Wincenty Bandtkie, Wacław Aleksander Maciejowski i Fryderyk Florian Skarbek[26][27].
- Nauk Lekarskich, który składał się z 10 katedr (Anatomii Teoretycznej i Praktycznej oraz Porównawczej; Farmacji, Farmakologii, Chemii Policyjnej i Prawnej; Fizjologii i Dietetyki; Patologii Ogólnej, Historii Medycyny i Propedeutyki; Materii Lekarskiej, Toksykologii i Formularza, czyli Receptury; Chirurgii Teoretycznej; Chirurgii Operacyjnej; Patologii i Terapii Szczegółowej; Położnictwa, Chorób Ciężarnych, Położnic i Nowo Narodzonych; Chorób Epizootycznych, Medycyny Prawnej i Policji Lekarskiej). Na wydziale pracowali m.in. Andrzej Franciszek Ksawery Dybek, Emilian Klemens Nowicki i Jan Bogumił Freyer[14]
- Teologicznego, który składał się z 6 katedr (Pisma Świętego i Nauk Pomocniczych; Historii Kościoła; Prawa Kościelnego; Teologii Dogmatycznej; Teologii Moralnej; Teologii Pasterskiej). Na wydziale pracował m.in. pierwszy rektor UW Wojciech Szweykowski[16].
- Filozoficznego (powstał w roku 1817), gdzie wykładał m.in. Adam Zabellewicz[28].
- Nauk i Sztuk Pięknych – pierwszym honorowym dziekanem oraz profesorem w latach 1816–1818 był sławny malarz Marcello Bacciarelli[24] . Do oddziału tego włączono też Instytut Muzyki i Deklamacji. W 1826 Oddział Muzyki Uniwersytetu został przekształcony w Szkołę Główną Muzyki (studiował tam m.in. Fryderyk Chopin)[29].

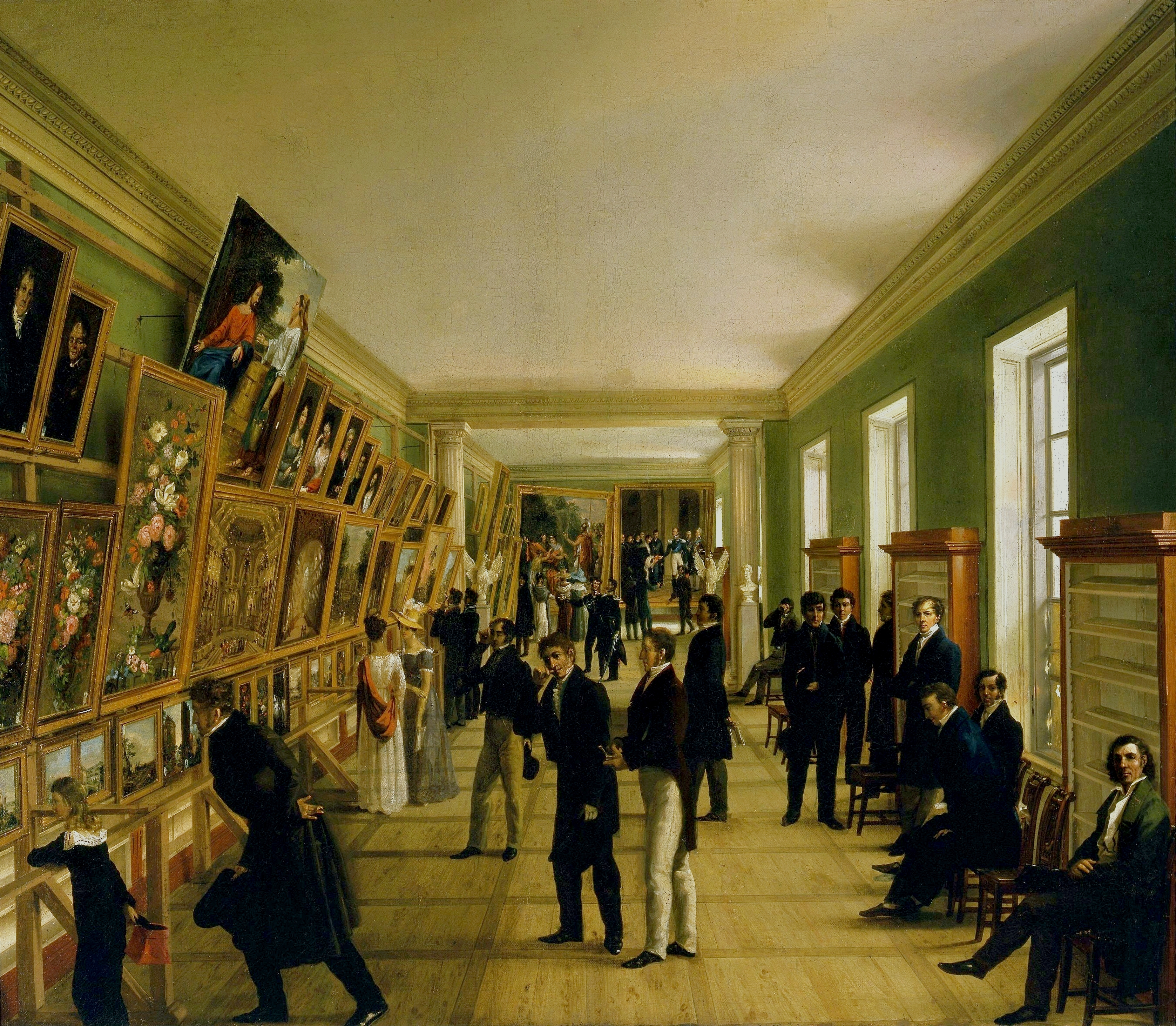
Wincenty Kasprzycki, Widok Wystawy Sztuk Pięknych w Warszawie w 1828 roku

W 1830 roku Imperator Wszechrosyjski Mikołaj I przemianował uczelnię na Uniwersytet Królewsko-Aleksandrowski w celu upamiętnienia swego brata Aleksandra I (zmarł w 1825). Po upadku powstania listopadowego, w którym uczestniczyło wielu studentów, uniwersytet został zlikwidowany.

### Po powstaniu listopadowym (1831–1869)
W ramach represji po klęsce powstania listopadowego nastąpiła likwidacja polskiego szkolnictwa wyższego. Większość zbiorów UW wywieziono do Petersburga. W 1857 roku w Warszawie otwarto Akademię Medyko-Chirurgiczną, która składała się z dwóch wydziałów (lekarskiego i farmaceutycznego). W 1862 akademia stała się częścią Szkoły Głównej Warszawskiej (Варшавская Главная Школа). SGW posiadała cztery wydziały: (1) Prawa i Administracji, (2) Filologiczno-Historyczny, (3) Matematyczno-Fizyczny i (4) Lekarski. Rektorem uczelni został Józef Mianowski. Szkołę zamknięto 5 lat po spacyfikowaniu powstania styczniowego (w 1869 roku).

### Cesarski Uniwersytet Warszawski (1870–1915)

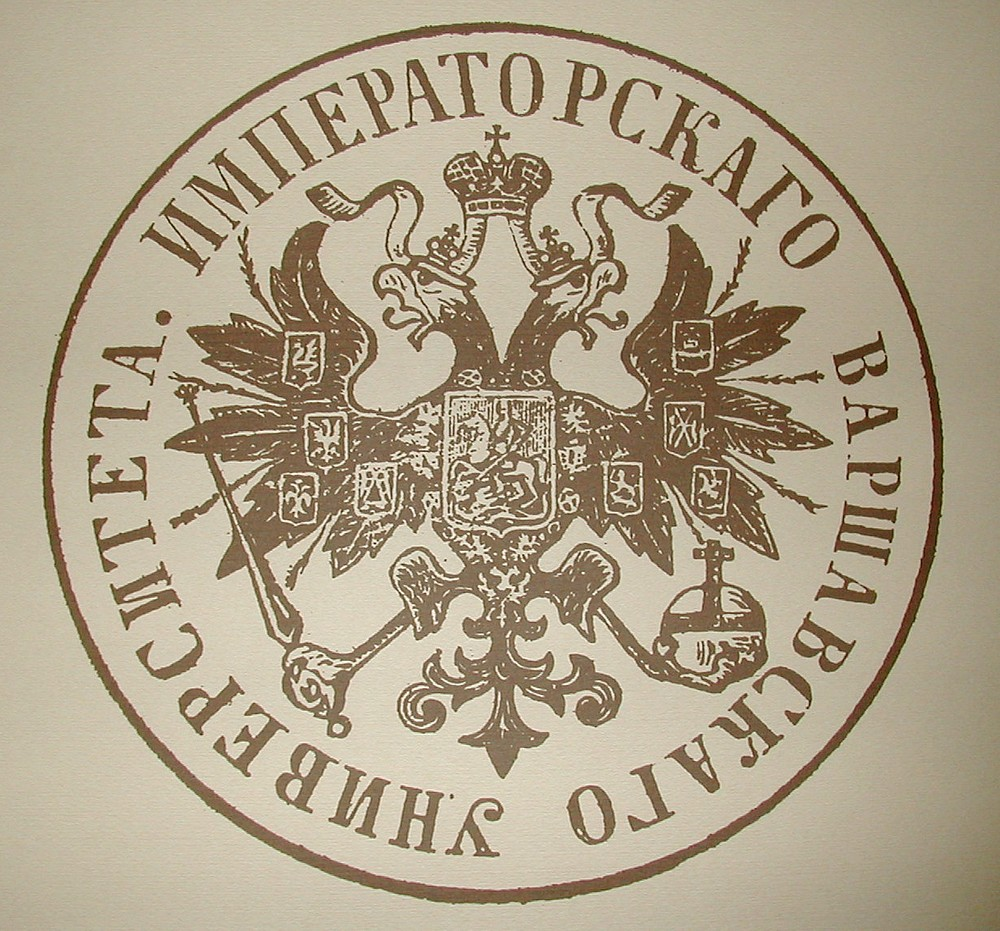
Pieczęć Cesarskiego Uniwersytetu Warszawskiego

W 1870 roku w miejsce zlikwidowanej SGW otwarto Cesarski Uniwersytet Warszawski (Императорский Варшавский Университет) z wykładowym językiem rosyjskim. W trakcie I wojny światowej uniwersytet został przeniesiony do Rostowa nad Donem (1915), gdzie do końca lipca 1917 roku działał jako „Cesarski Uniwersytet Warszawski w m. Rostowie nad Donem” (Императорский Варшавский Университет в г. Ростове-на-Дону). Uczelnia została następnie przekształcona postanowieniem Rządu Tymczasowego w Uniwersytet Doński.

### Okres II Rzeczypospolitej (1915–1939)
Jesienią 1915 gen. Hans von Beseler utworzył polskojęzyczny Uniwersytet Warszawski i nadał mu statut. Wtedy też na uczelnię przyjęto w charakterze studentek pierwsze kobiety. W 1920 utworzono Wydział Teologii Ewangelickiej. Na początku lat trzydziestych XX w. uniwersytet stał się największą polską uczelnią – pracowało tam 250 profesorów i docentów, a naukę pobierało 10 000 studentów.
Po śmierci Józefa Piłsudskiego w 1935 Senat UW zmienił nazwę uczelni na Uniwersytet Józefa Piłsudskiego w Warszawie.
W listopadzie 1936 roku studenci kierowani przez Młodzież Wszechpolską urządzili blokadę gmachów uniwersyteckich, domagając się obniżki opłat za naukę i getta ławkowego dla Żydów. W październiku 1937 roku rektor Włodzimierz Antoniewicz wydał zarządzenie porządkowe wprowadzające na uczelni getto ławkowe, tj. obowiązek zajmowania przez studentów pochodzenia żydowskiego wyznaczonych miejsc w salach wykładowych. Było to jedno z pierwszych gett ławkowych w Polsce. W roku akademickim 1938/39 nie przyjmowano Żydów na wydziały farmacji i weterynarii.

### Okres II wojny światowej
W trakcie okupacji polskie uczelnie były zamknięte. Zbiory i wyposażenie wielu pracowni UW zostały wywiezione do Niemiec, a budynki uniwersytetu przekształcono częściowo w koszary żandarmerii. Pomimo zakazów okupanta i groźby kary śmierci wielu wykładowców prowadziło zajęcia ze studentami w mieszkaniach prywatnych. W ten sposób powstała rozbudowana struktura tajnego nauczania, stanowiąca część polskiego ruchu oporu. W 1944 roku w zajęciach uczestniczyło ok. 300 pracowników naukowych i 3500 studentów.
Tajne kształcenie na Wydziale Lekarskim UW realizowano w Prywatnej Szkole Zawodowej dla Pomocniczego Personelu Sanitarnego dr Jana Zaorskiego.
Większość studentów była jednocześnie żołnierzami podziemia. W czasie wojny zginęło 63 profesorów UW. Infrastruktura uczelni uległa zniszczeniu w 60%, a zbiory w 70–80%.
W czasie powstania warszawskiego kompleks gmachów uniwersytetu był ważnym punktem niemieckiego oporu w Śródmieściu. Żołnierze Zgrupowania „Krybar” Armii Krajowej trzykrotnie usiłowali go zdobyć, jednakże wszystkie ataki zakończyły się niepowodzeniem.

### Uniwersytet Warszawski w latach 1945–1989

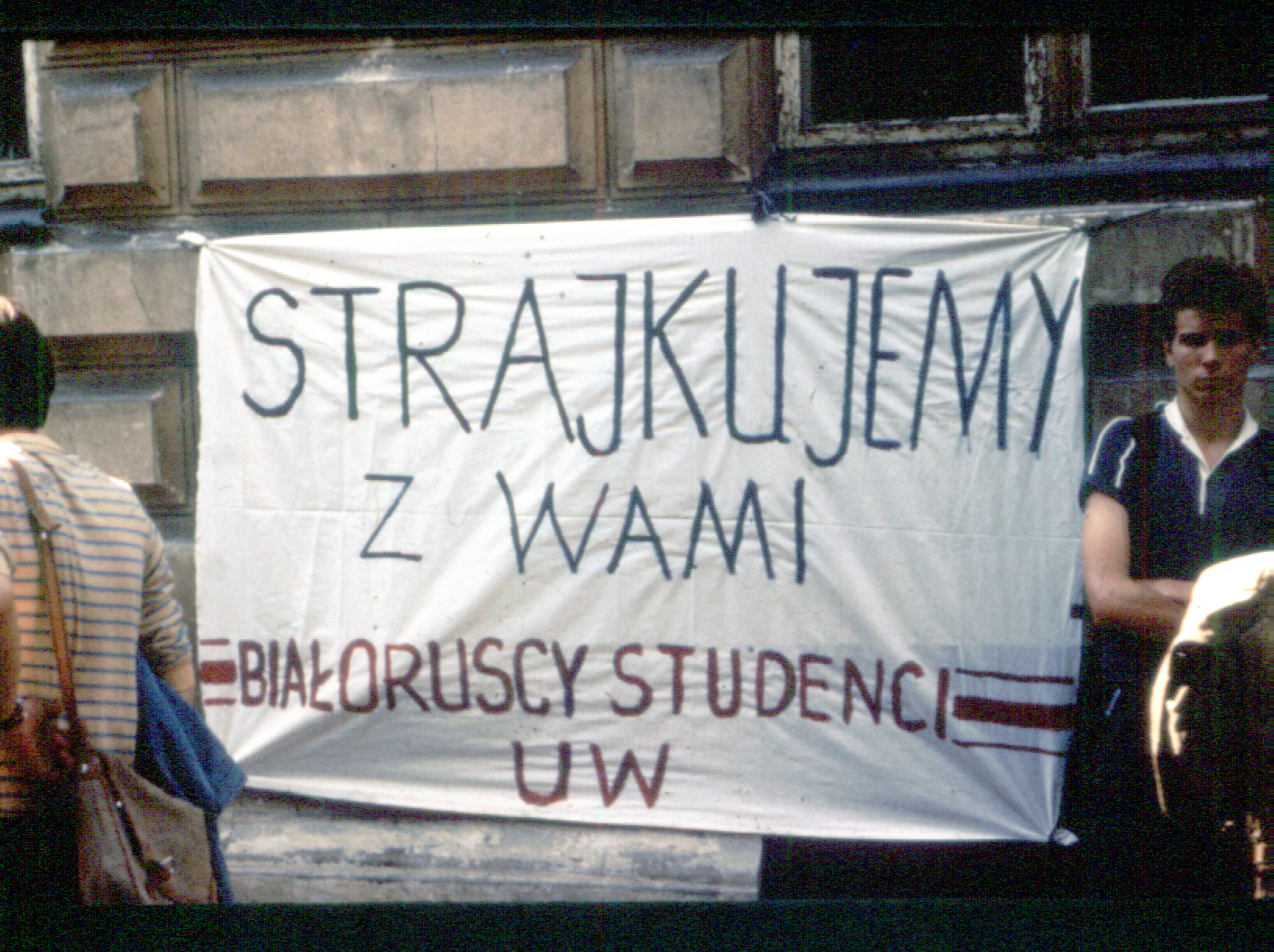
Strajk studencki na UW w 1988

Po wojnie powrócono do nazwy Uniwersytet Warszawski. 16 grudnia 1945 roku zajęcia rozpoczęło ponad 4000 studentów. Rozporządzeniem Rady Ministrów z 24 października 1949 zlikwidowano Wydziały: Lekarski i Farmaceutyczny, a w ich miejsce utworzono Akademię Lekarską (później Medyczną). W 1950 Wydział Humanistyczny podzielono na trzy wydziały: Filozoficzno-Społeczny, Historyczny i Filologiczny. W 1952 usunięto z uniwersytetu Wydział Weterynaryjny. W 1954 zlikwidowano Wydział Teologii Ewangelickiej i Wydział Teologii Katolickiej, wyodrębniając je i przekształcając odpowiednio w Chrześcijańską Akademię Teologiczną i Akademię Teologii Katolickiej.
Uniwersytet Warszawski był za czasów PRL ważnym ośrodkiem opozycyjnym. W latach 50. XX wieku z powodów politycznych od zajęć ze studentami odsunięci zostali m.in. Władysław Tatarkiewicz, Stanisław Ossowski oraz Maria Ossowska. W październiku 1966 Leszek Kołakowski wygłosił na UW wykład „Rozwój kultury polskiej w ostatnim 10-leciu”, za który wyrzucono go z PZPR. W marcu 1968 roku na uczelni doszło do masowych demonstracji studenckich. Z Uniwersytetu usunięto wówczas Stefana Żółkiewskiego, Zygmunta Baumana, Leszka Kołakowskiego, Bronisława Baczko i Marię Hirszowicz. W latach 1980–1981 działała komisja Senatu ds. analizy niewłaściwych decyzji personalnych władz UW podjętych w latach 1968–1980, której przewodniczył Klemens Szaniawski.
W 1980 utworzono Muzeum Uniwersytetu Warszawskiego, które początkowo mieściło się w Pałacu Kazimierzowskim. W tym samym roku rektorem został Henryk Samsonowicz, który dwa lata później został usunięty ze stanowiska przez władze komunistyczne w czasie stanu wojennego. W tym okresie internowani byli też m.in. Andrzej Bogusławski, Klemens Szaniawski, doc. dr hab. Joanna Mantel-Niećko, doc. dr hab. Jadwiga Puzynina oraz doc. dr hab. Hanna Świda-Ziemba. W 1984 minister Benon Miśkiewicz zablokował wybór Klemensa Szaniawskiego na rektora.

### Uniwersytet Warszawski po roku 1989

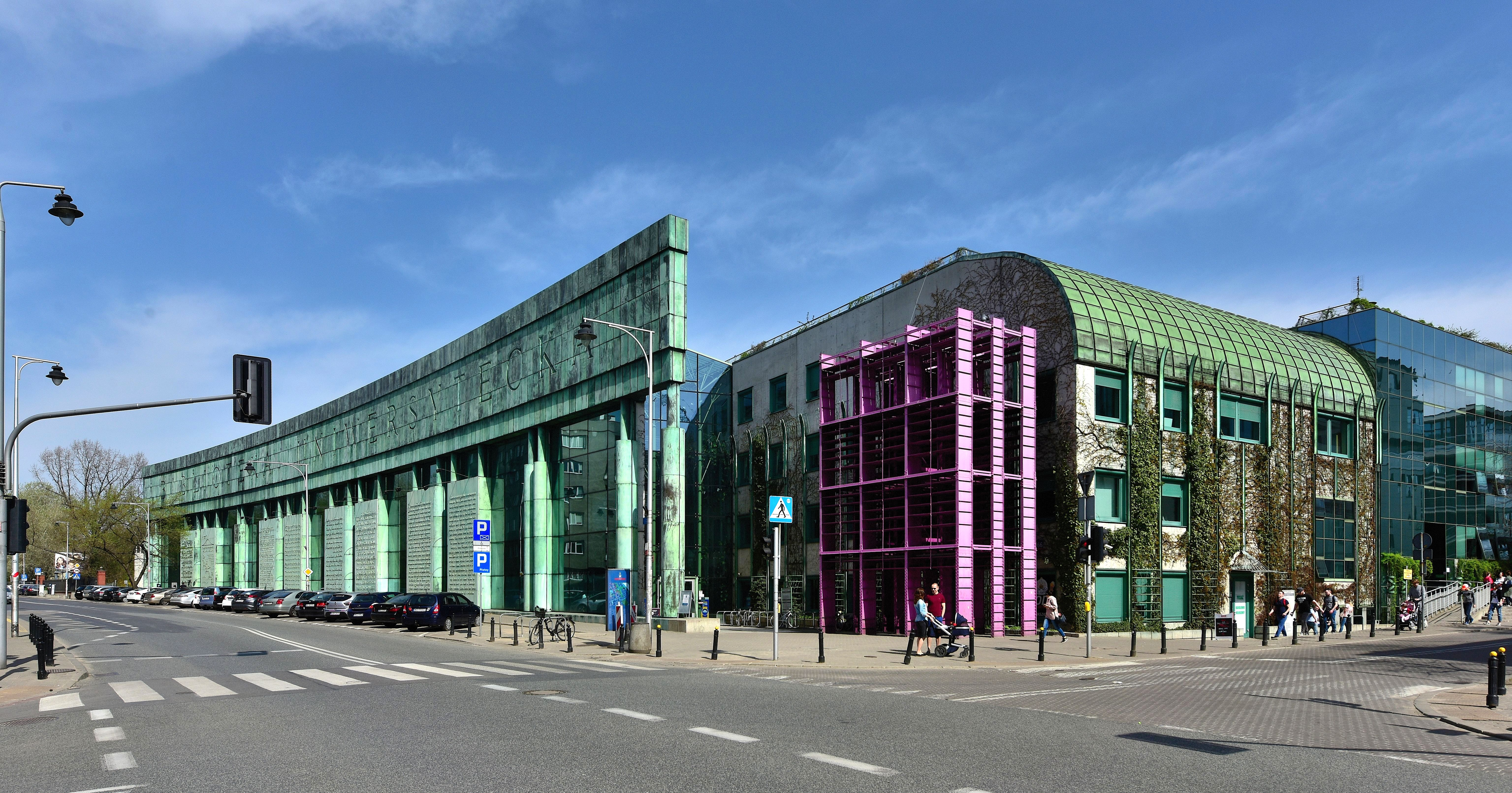
Budynek Biblioteki Uniwersyteckiej przy ul. Dobrej 56/66

W latach 1994–1998 na Powiślu budowano nowy gmach Biblioteki Uniwersyteckiej. Uroczyste otwarcie miało miejsce w 1999. Po wstąpieniu Polski do Unii Europejskiej Uniwersytet uzyskał wiele środków na inwestycje z funduszy strukturalnych Unii Europejskiej. Wybudowano m.in. Centrum Nauk Biologiczno-Chemicznych, Centrum Nowych Technologii, pierwszą część gmachu wydziałów lingwistycznych.
W 2015 roku, na mocy porozumienia zawartego pomiędzy Polsko-Amerykańską Fundacją Wolności i Uniwersytetem Warszawskim, powstała Szkoła Edukacji PAFW i UW.
W 2016 roku Uniwersytet Warszawski obchodził 200. urodziny. Hasłem obchodów było „Dwa stulecia. Dobry początek”. Z tej okazji przez cały rok na uczelni odbywały się imprezy jubileuszowe, konferencje, spotkania, wystawy i wydarzenia artystyczne.
W 2016 uczelnia ogłosiła program wieloletni na lata 2016–2025, którego celami były: rozwój przedsięwzięć transdyscyplinarnych, większe umiędzynarodowienie uczelni, rozwój programu kształcenia przez całe życie, rozwój przedsiębiorczości akademickiej, wspieranie innowacyjnych form kształcenia i podnoszenie jakości życia publicznego.
W 2018 rektorzy Uniwersytetu Warszawskiego i Warszawskiego Uniwersytetu Medycznego podpisali list intencyjny w sprawie utworzenia federacji. Obie uczelnie planowały wspólne prowadzenie wybranych badań, kierunków studiów, zajęć dydaktycznych oraz wspólne kształcenie doktorantów. Federacja UW i WUM rozpoczęłaby działalność w 2020.
W marcu 2020 roku rektor Uniwersytetu Warszawskiego Marcin Pałys zamknął, na okres od 10 marca do 14 kwietnia, uniwersytet dla wszystkich studentów, słuchaczy i pracowników w związku ze światową pandemią COVID-19.
W maju 2023 Uniwersytet został wyróżniony Odznaką Honorową „Zasłużony dla Mazowsza”.

## Statystyki
W 2017 roku na uniwersytecie studiowało 45 430 studentów, 3041 doktorantów i 2992 słuchaczy studiów podyplomowych. Uniwersytet oferuje ponad 100 kierunków studiów. Na uczelni pracuje 7307 pracowników, w tym 3802 pracowników naukowych.

## Wydziały

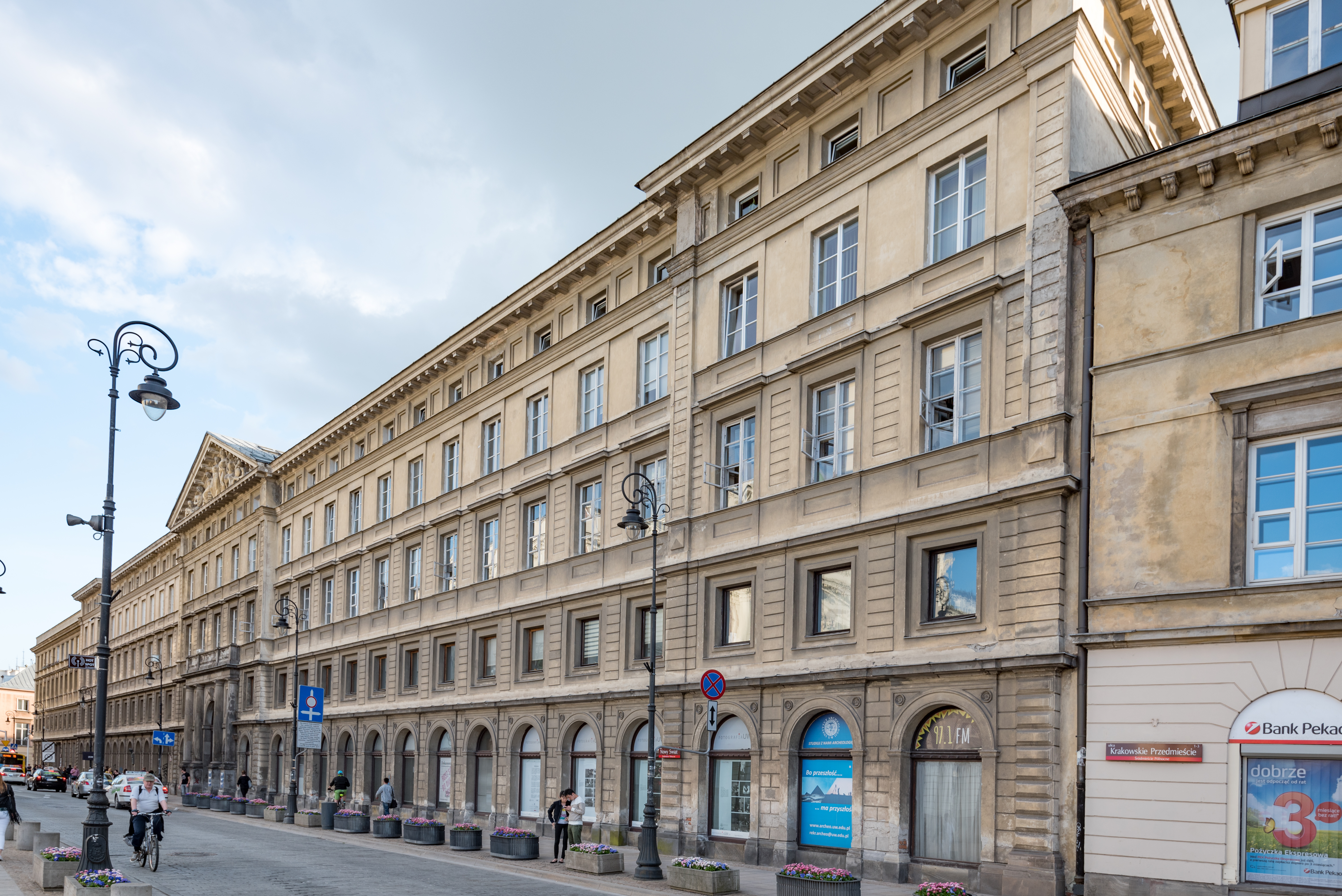
Siedziba Wydziału „Artes Liberales” i Dziekanat Wydziału Filozofii i Socjologii przy ul. Nowy Świat 69

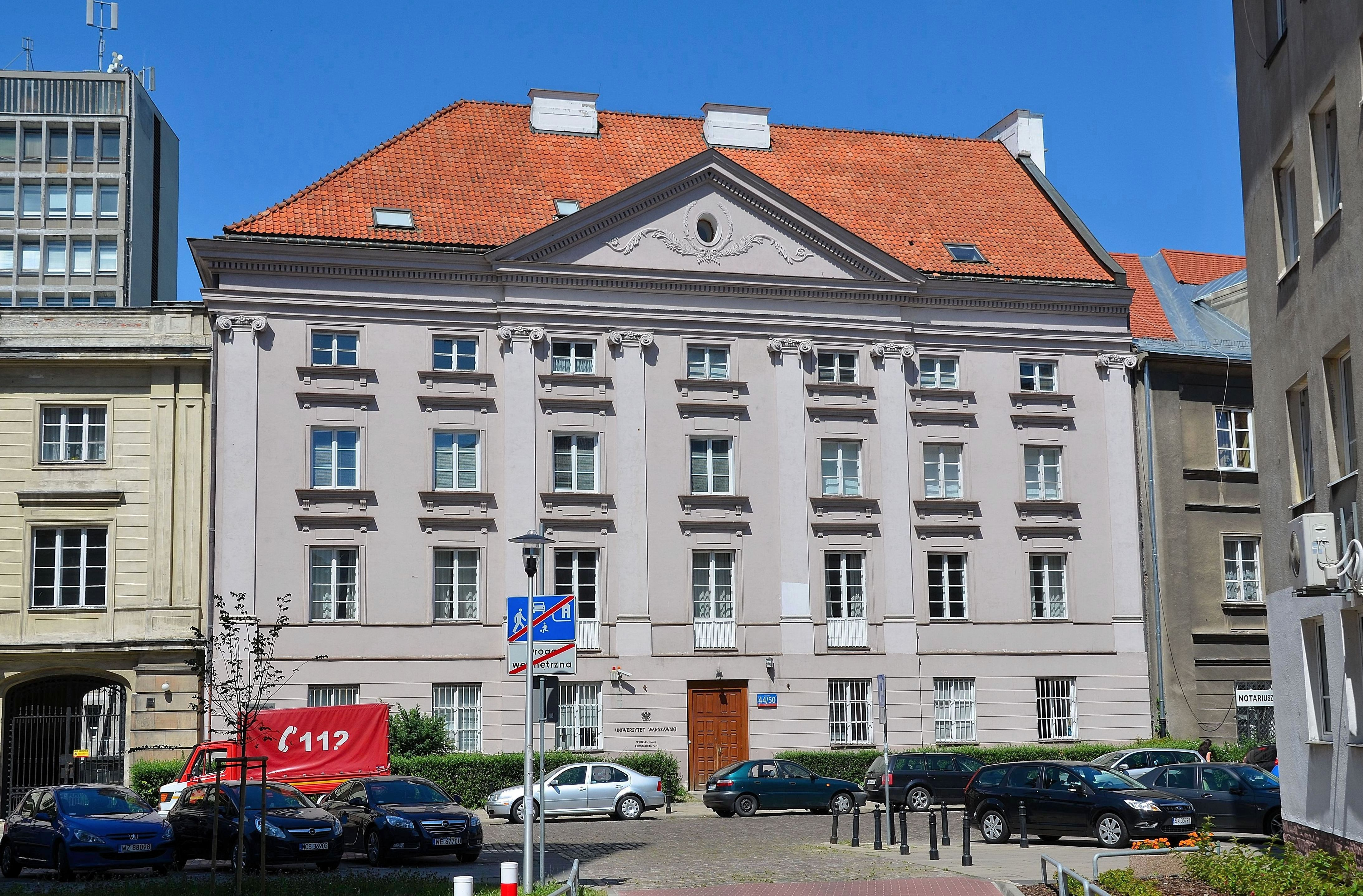
Siedziba Wydziału Nauk Ekonomicznych przy ul. Długiej 44/50

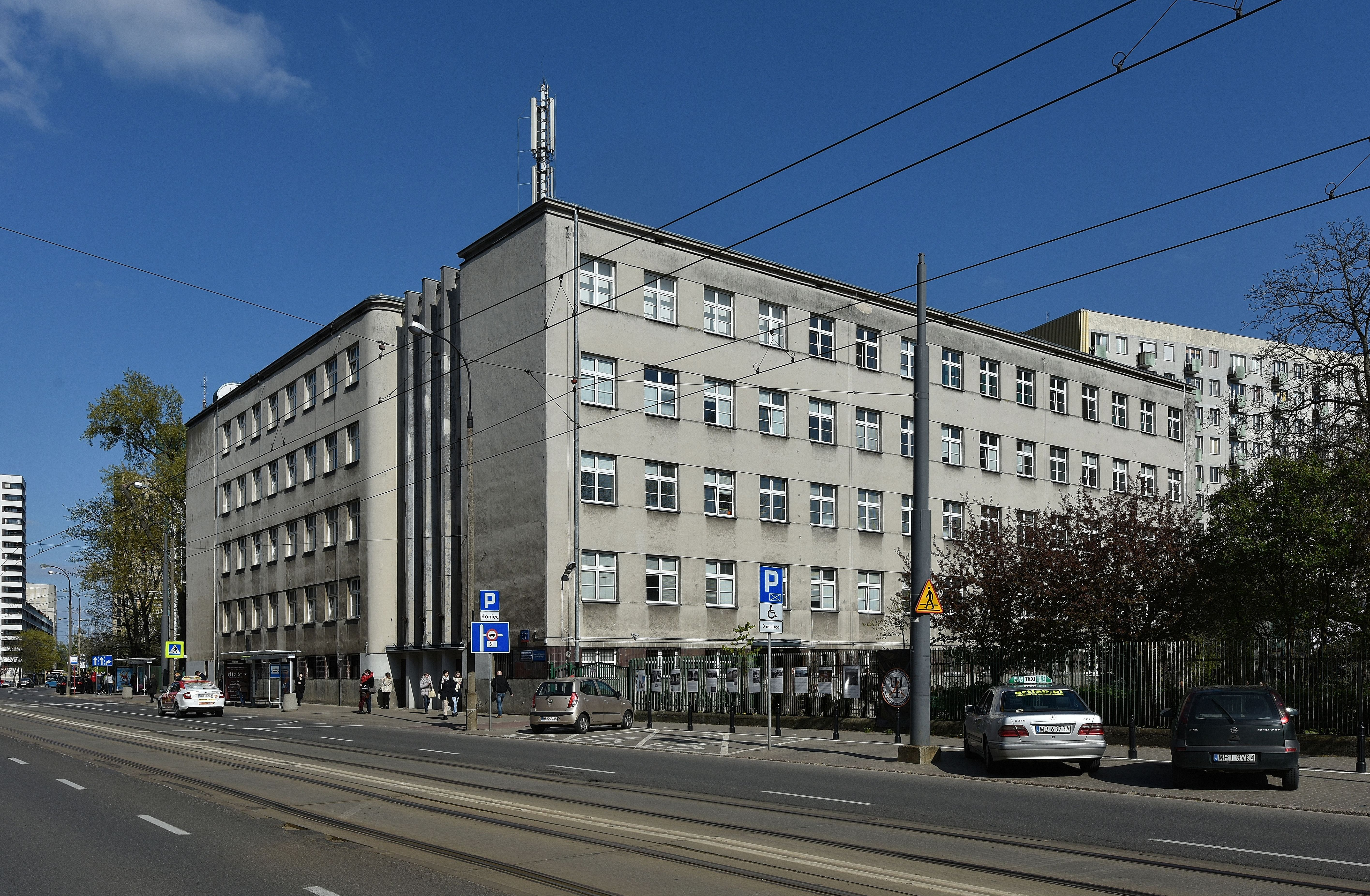
Siedziba Wydziału Psychologii przy ul. Stawki 5/7

W skład Uniwersytetu Warszawskiego wchodzi 25 wydziałów:
- Wydział Archeologii
- Wydział „Artes Liberales”
- Wydział Biologii
- Wydział Chemii
- Wydział Dziennikarstwa, Informacji i Bibliologii
- Wydział Filozofii
- Wydział Fizyki
- Wydział Geografii i Studiów Regionalnych
- Wydział Geologii
- Wydział Historii
- Wydział Lingwistyki Stosowanej
- Wydział Matematyki, Informatyki i Mechaniki
- Wydział Medyczny[55]
- Wydział Nauk Ekonomicznych
- Wydział Nauk o Kulturze i Sztuce
- Wydział Nauk Politycznych i Studiów Międzynarodowych
- Wydział Neofilologii
- Wydział Orientalistyczny
- Wydział Pedagogiczny
- Wydział Polonistyki
- Wydział Prawa i Administracji
- Wydział Psychologii
- Wydział Socjologii
- Wydział Stosowanych Nauk Społecznych i Resocjalizacji
- Wydział Zarządzania.

## Inne podstawowe jednostki organizacyjne

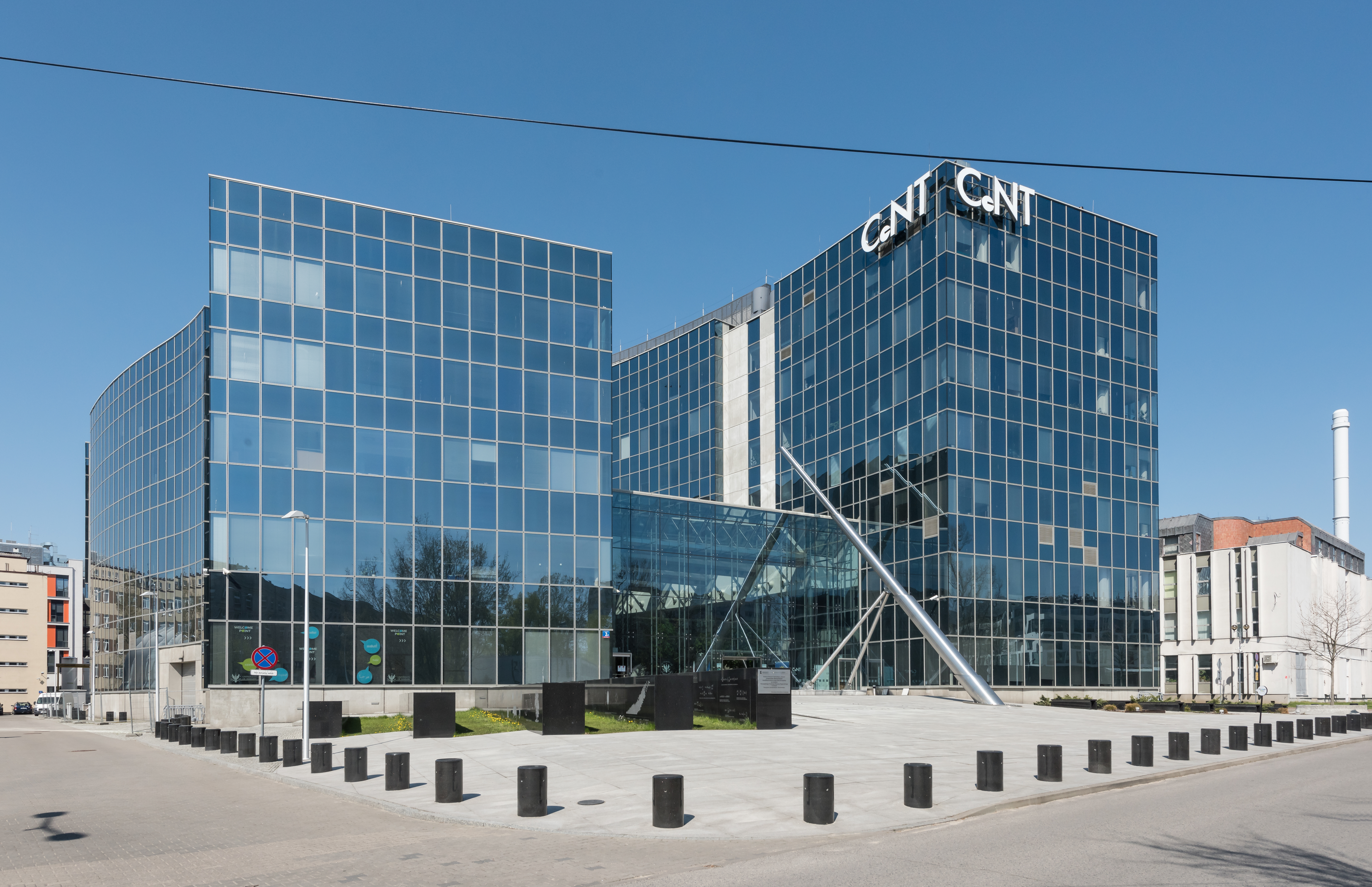
Centrum Nowych Technologii

- Centrum Języka Polskiego i Kultury Polskiej dla Cudzoziemców „Polonicum”[56]
- Centrum Europejskie Uniwersytetu Warszawskiego
- Centrum Kształcenia Nauczycieli Języków Obcych i Edukacji Europejskiej Uniwersytetu Warszawskiego
- Instytut Ameryk i Europy Uniwersytetu Warszawskiego
- Centrum Archeologii Śródziemnomorskiej Uniwersytetu Warszawskiego im. prof. Kazimierza Michałowskiego
- Centrum Nowych Technologii Uniwersytetu Warszawskiego
- Instytut Studiów Społecznych im. Profesora Roberta Zajonca
- Interdyscyplinarne Centrum Modelowania Matematycznego i Komputerowego
- Ośrodek Badań nad Antykiem Europy Południowo-Wschodniej[57]
- Ośrodek Badań nad Migracjami[58]
- Środowiskowe Laboratorium Ciężkich Jonów w Uniwersytecie Warszawskim

### Międzywydziałowe jednostki organizacyjne
- Centrum Nauk Sądowych Uniwersytetu Warszawskiego
- Centrum Studiów Samorządu Terytorialnego i Rozwoju Lokalnego
- Centrum Nauk Biologiczno-Chemicznych Uniwersytetu Warszawskiego
- Kolegium Międzyobszarowych Indywidualnych Studiów Humanistycznych i Społecznych[59]
- Kolegium Międzywydziałowych Indywidualnych Studiów Matematyczno-Przyrodniczych
- Uniwersyteckie Centrum Badań nad Środowiskiem Przyrodniczym i Zrównoważonym Rozwojem[60]

### Ogólnouczelniane jednostki organizacyjne

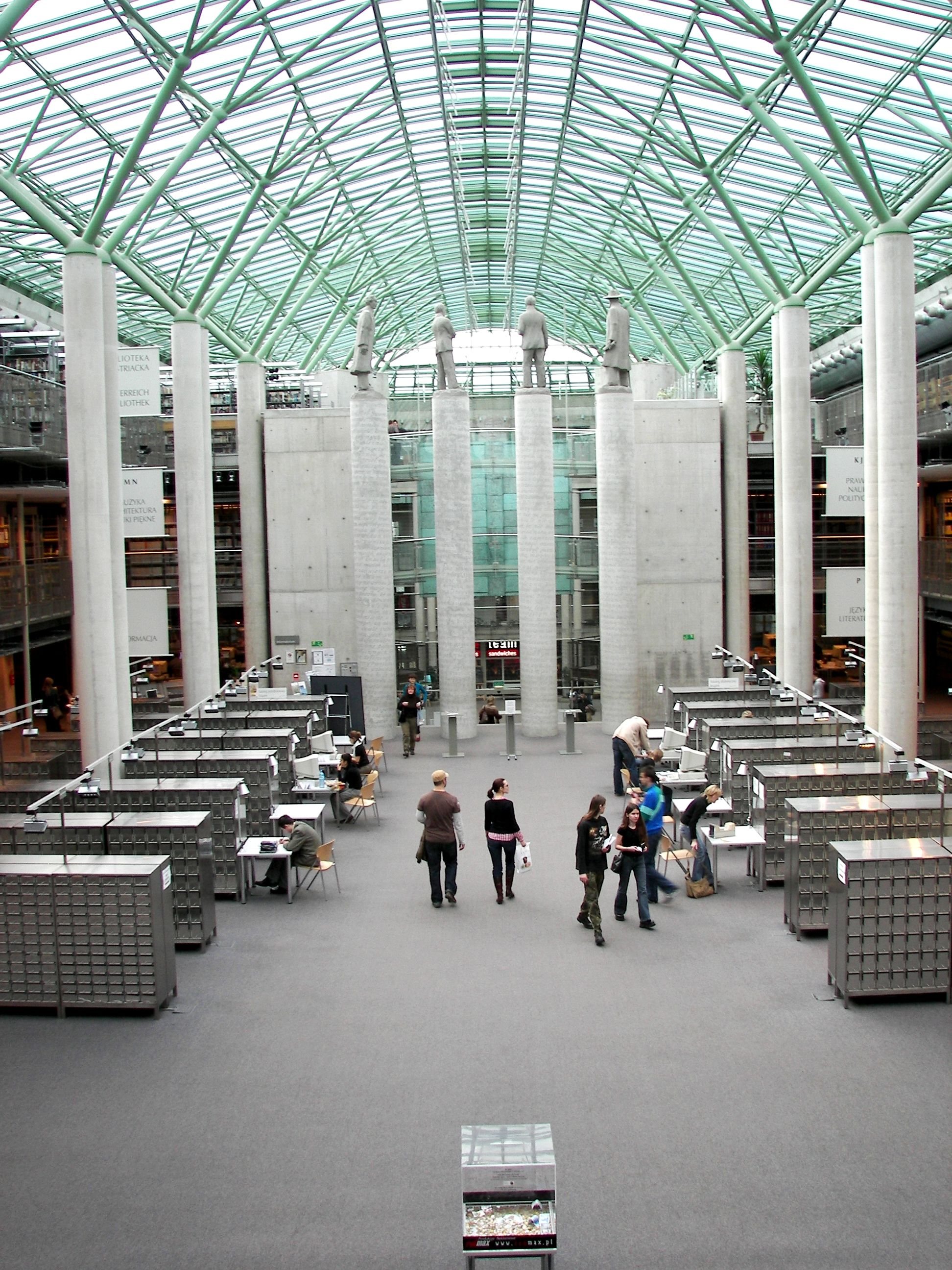
Hol Główny Biblioteki

- Archiwum Uniwersytetu Warszawskiego
- Biblioteka Uniwersytecka w Warszawie
- Centrum Otwartej i Multimedialnej Edukacji
- Chór Akademicki Uniwersytetu Warszawskiego
- Katedra Erazma z Rotterdamu
- Katedra im. Tadeusza Mazowieckiego
- Katedra UNESCO – Trwałego Rozwoju
- Muzeum Uniwersytetu Warszawskiego
- Studium Wychowania Fizycznego i Sportu
- Szkoła Języków Obcych Uniwersytetu Warszawskiego
- Teatr Hybrydy Uniwersytetu Warszawskiego
- Uniwersytecki Ośrodek Transferu Technologii
- Uniwersyteckie Centrum Badań nad Środowiskiem Przyrodniczym i Zrównoważonym Rozwojem
- Uniwersyteckie Centrum Wolontariatu
- Uniwersytet Otwarty Uniwersytetu Warszawskiego
- Wydawnictwa Uniwersytetu Warszawskiego
- Zespół Pieśni i Tańca Uniwersytetu Warszawskiego „Warszawianka”

Jednostki prowadzące działalność gospodarczą
- Biuro Ekspertyz Centrum Nauk Sądowych
- Ośrodek Analiz Politologicznych Uniwersytetu Warszawskiego

Inne jednostki
- Ośrodek Kultury Francuskiej i Studiów Frankofońskich
- Szkoła Edukacji Polsko-Amerykańskiej Fundacji Wolności i Uniwersytetu Warszawskiego

## Kampusy i budynki uczelniane

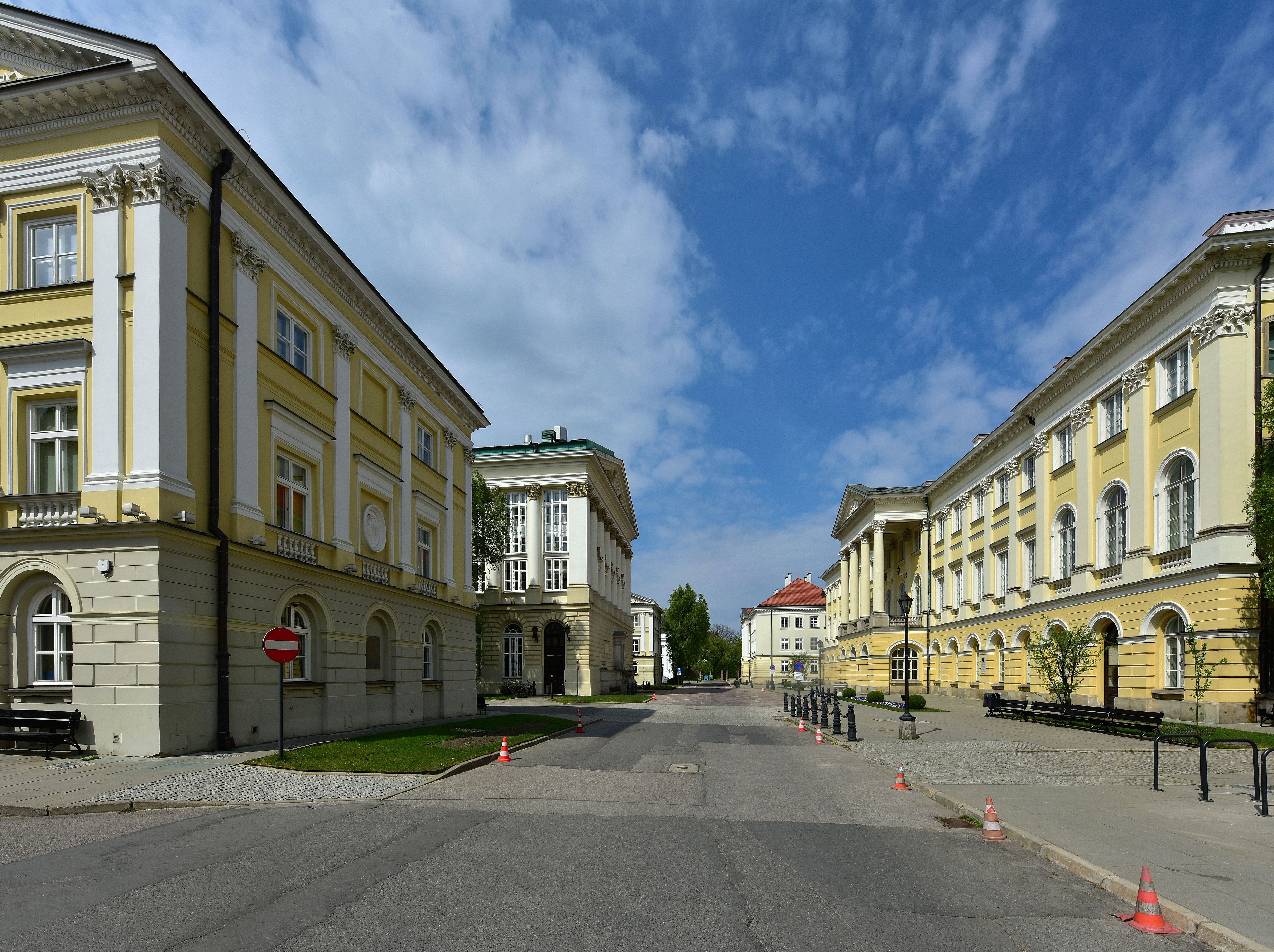
Fragment kampusu centralnego z Pałacem Kazimierzowskim (po prawej)

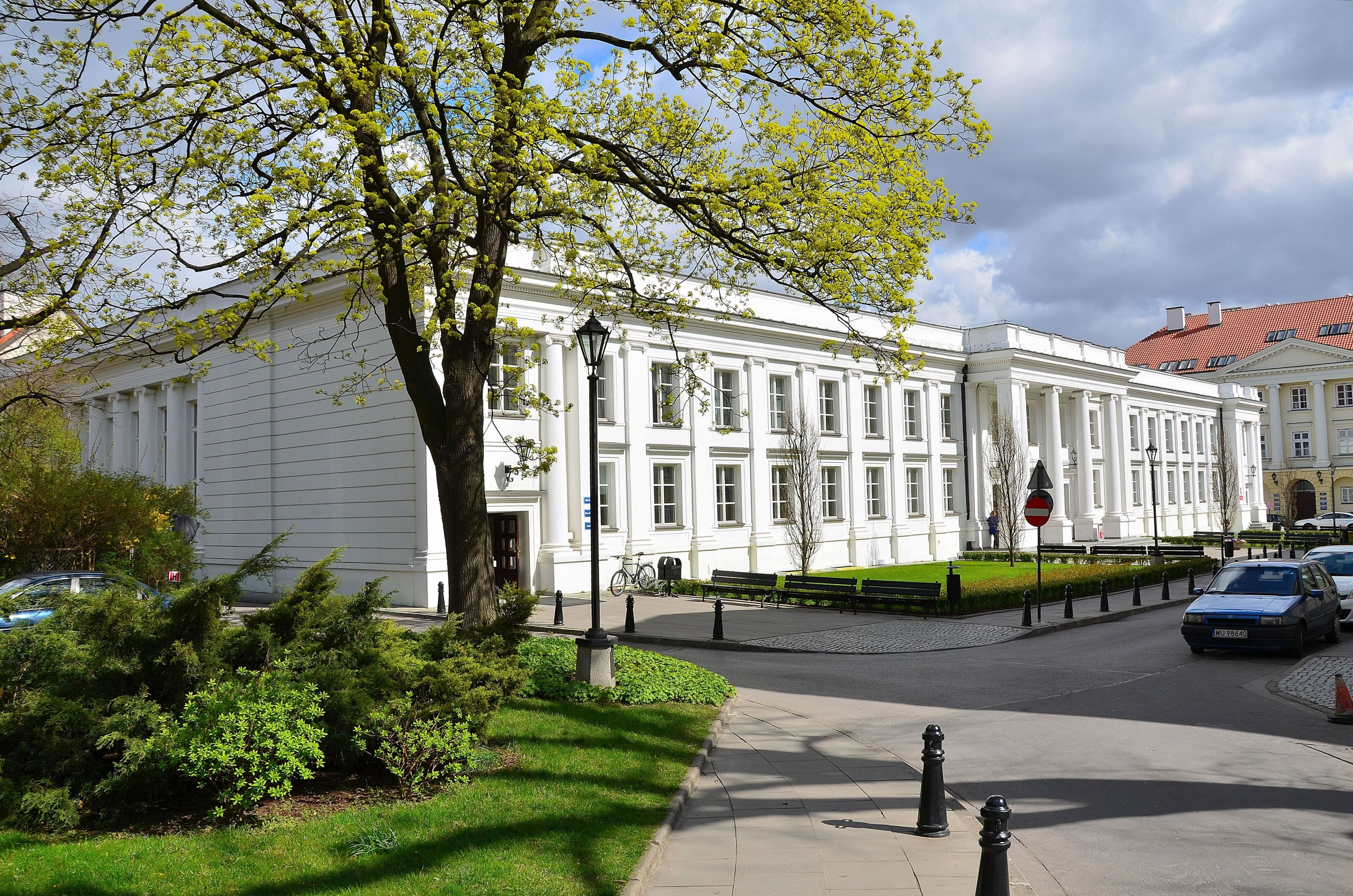
Auditorium Maximum

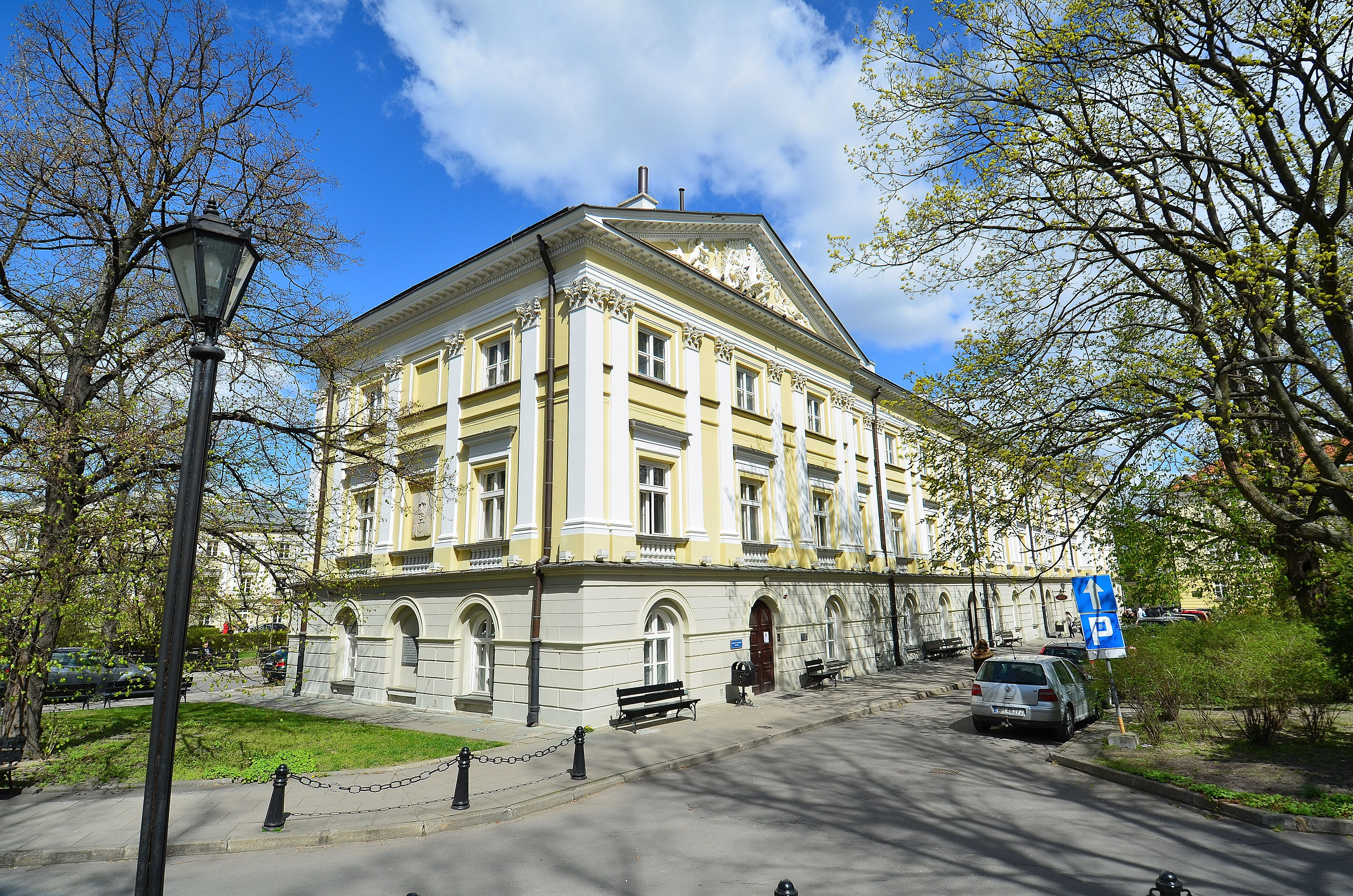
Budynek Porektorski

### Kampus Główny
Władze uniwersytetu, znaczna część administracji i niektóre z wydziałów urzędują w zabytkowych gmachach przy Krakowskim Przedmieściu tworzących Kampus Główny (Teren Centralny). Główne wejście na teren kampusu prowadzi przez zabytkową Bramę Główną UW. Do budynków na tym terenie należą:
- Pałac Kazimierzowski – siedziba rektoratu UW
- dawny gmach Biblioteki Uniwersyteckiej, tzw. Stary BUW, po wybudowaniu dla biblioteki nowego lokum przy ulicy Dobrej, został zmodernizowany. Obecnie znajdują się w nim sale wykładowe.
- Gmach Pomuzealny – siedziba Wydziału Historii
- Budynek Audytoryjny – siedziba Wydziału Nauk Politycznych i Studiów Międzynarodowych
- Budynek Poseminaryjny – Collegium Iuridicum I – siedziba Wydziału Prawa i Administracji
- Pałac Czetwertyńskich-Uruskich – siedziba Wydziału Geografii i Studiów Regionalnych
- Pałac Tyszkiewiczów-Potockich
- dawna Szkoła Główna – siedziba Wydziału Archeologii
- Auditorium Maximum
- Budynek Porektorski – siedziba Wydziału Orientalistycznego UW i Instytutu Historii Sztuki

W okolicach Kampusu Głównego są zlokalizowane również inne budynki uniwersyteckie. Są to m.in.:
- Nowy Świat 67 – siedziba instytutów: Nauk Politycznych i Polityki Społecznej
- Nowy Świat 69 – budynek Wydziału Nauk Politycznych i Studiów Międzynarodowych, Wydziału Dziennikarstwa, Informacji i Bibliologii, Wydziału Prawa i Administracji oraz Kolegium Międzywydziałowych Indywidualnych Studiów Humanistycznych
- Krakowskie Przedmieście 1 – siedziba Wydziału „Artes Liberales”, Instytutu Filologii Klasycznej Wydziału Polonistyki, Instytutu Prawa Międzynarodowego Wydziału Prawa i Administracji
- Krakowskie Przedmieście 3 – siedziba Wydziału Filozofii
- Karowa – Instytut Studiów Regionalnych i Globalnych WGiSR, Instytut Polonistyki Stosowanej (Karowa 20, budynek zajmowany razem z Domem Spotkań z Historią), Wydział Socjologii (Karowa 18)

### Powiśle
U podnóża skarpy warszawskiej, poniżej kampusu głównego UW, nad brzegiem Wisły zlokalizowano pod koniec lat 90. XX wieku nową siedzibę Biblioteki Uniwersyteckiej (Dobra 56/66). W jej budynku znajdują się także pomieszczenia Wydziału Prawa i Administracji (Lipowa 4). Przy ulicy Bednarskiej znajdują się Sekcja Koreanistyki Wydziału Orientalistycznego oraz Wydział Dziennikarstwa, Informacji i Bibliologii (i Akademickiego Radia Kampus) z siedzibą w budynku łazienek Teodozji Majewskiej, a przy ulicy Dobrej 55 część Wydziału Neofilologii oraz Wydziału Lingwistyki Stosowanej. W przyszłości planowana jest dalsza rozbudowa instytucji uniwersyteckich w tej części Powiśla.

### Kampus Ochota

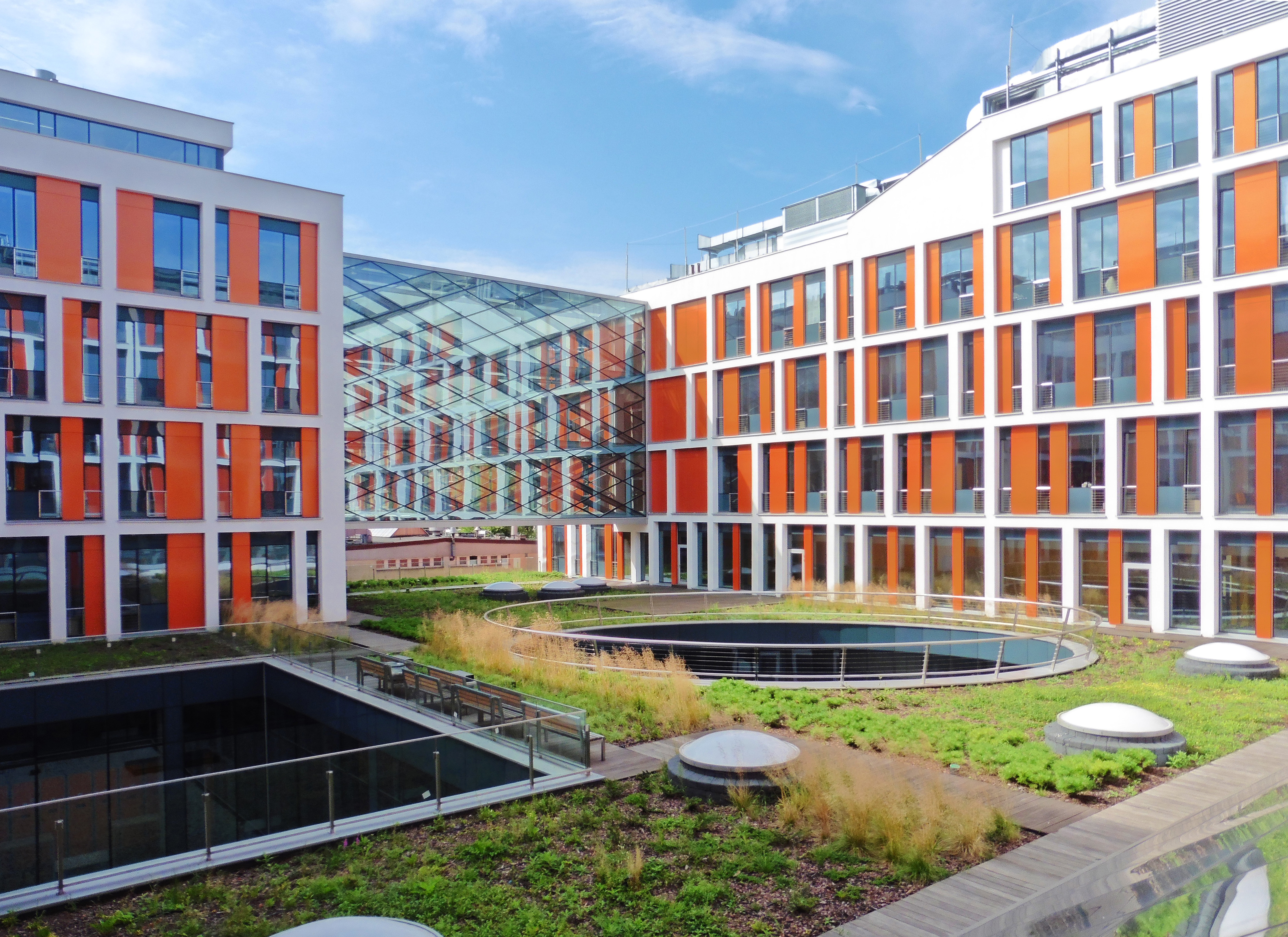
Budynki Wydziału Fizyki przy ul. Pasteura 5

W dzielnicy Ochota, na tzw. Kampusie Ochota, gdzie mieszczą się także placówki Warszawskiego Uniwersytetu Medycznego i Polskiej Akademii Nauk, znajdują się:
- Wydział Biologii
- Wydział Chemii
- Wydział Geologii
- Wydział Matematyki, Informatyki i Mechaniki
- Wydział Fizyki
- Środowiskowe Laboratorium Ciężkich Jonów
- Studium Wychowania Fizycznego i Sportu.

### Kampus Szturmowa

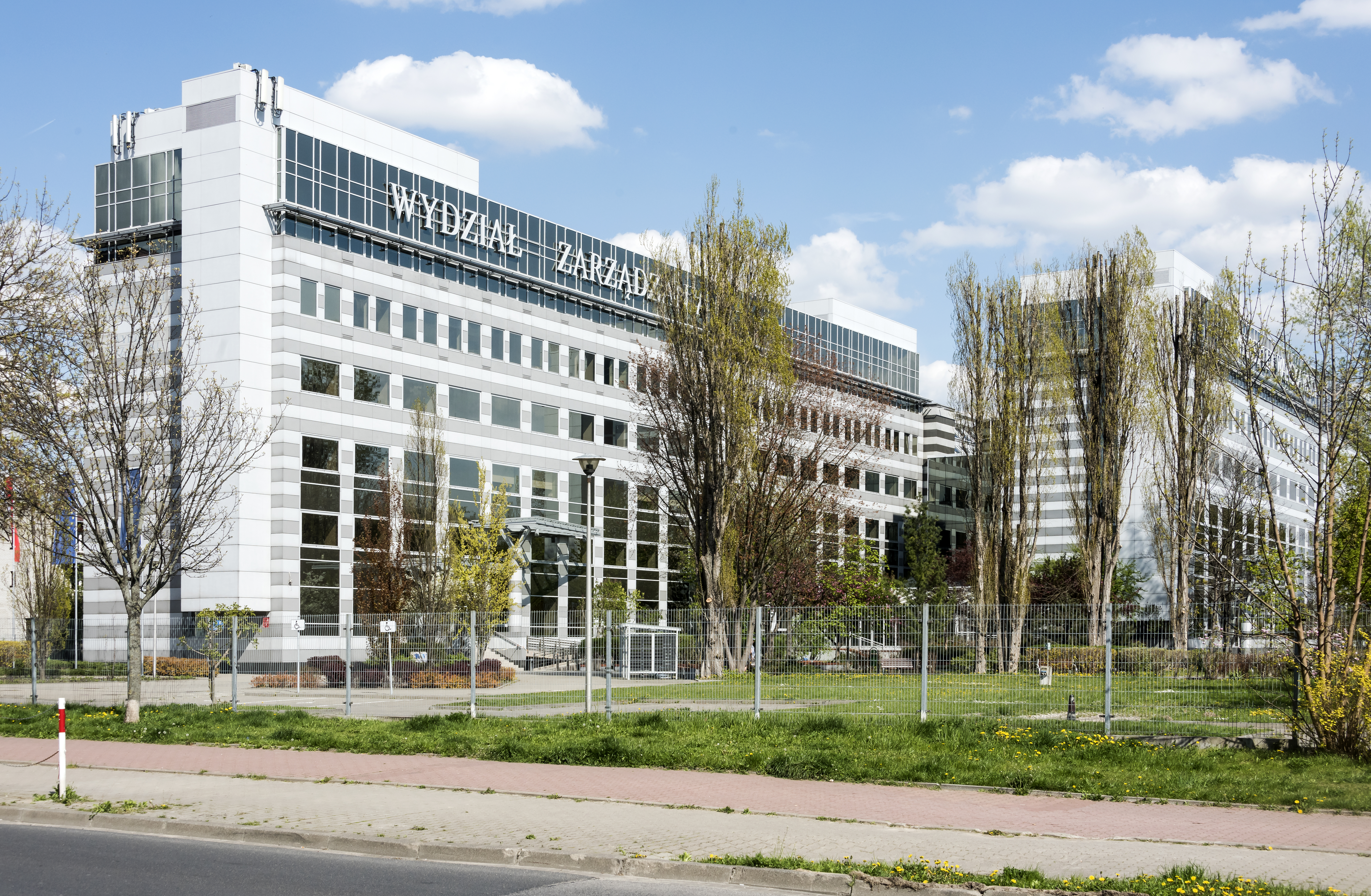
Budynek Wydziału Zarządzania przy ulicy Szturmowej 3

W rejonie ulic Smyczkowej i Szturmowej na Mokotowie (Służew) zlokalizowano szereg budynków uniwersyteckich. W szczególności swoje siedziby mają tu niektóre jednostki Wydziału Lingwistyki Stosowanej, Wydział Zarządzania, budynki Wydziału Fizyki oraz kilka jednostek niższego szczebla.
W budynku przy alei Niepodległości 22 nazywanym „Ośrodek Ksawerów” znajduje się szereg jednostek niższego szczebla, w tym Centrum Europejskie UW oraz Ośrodek Studiów Amerykańskich.

### Inne lokalizacje

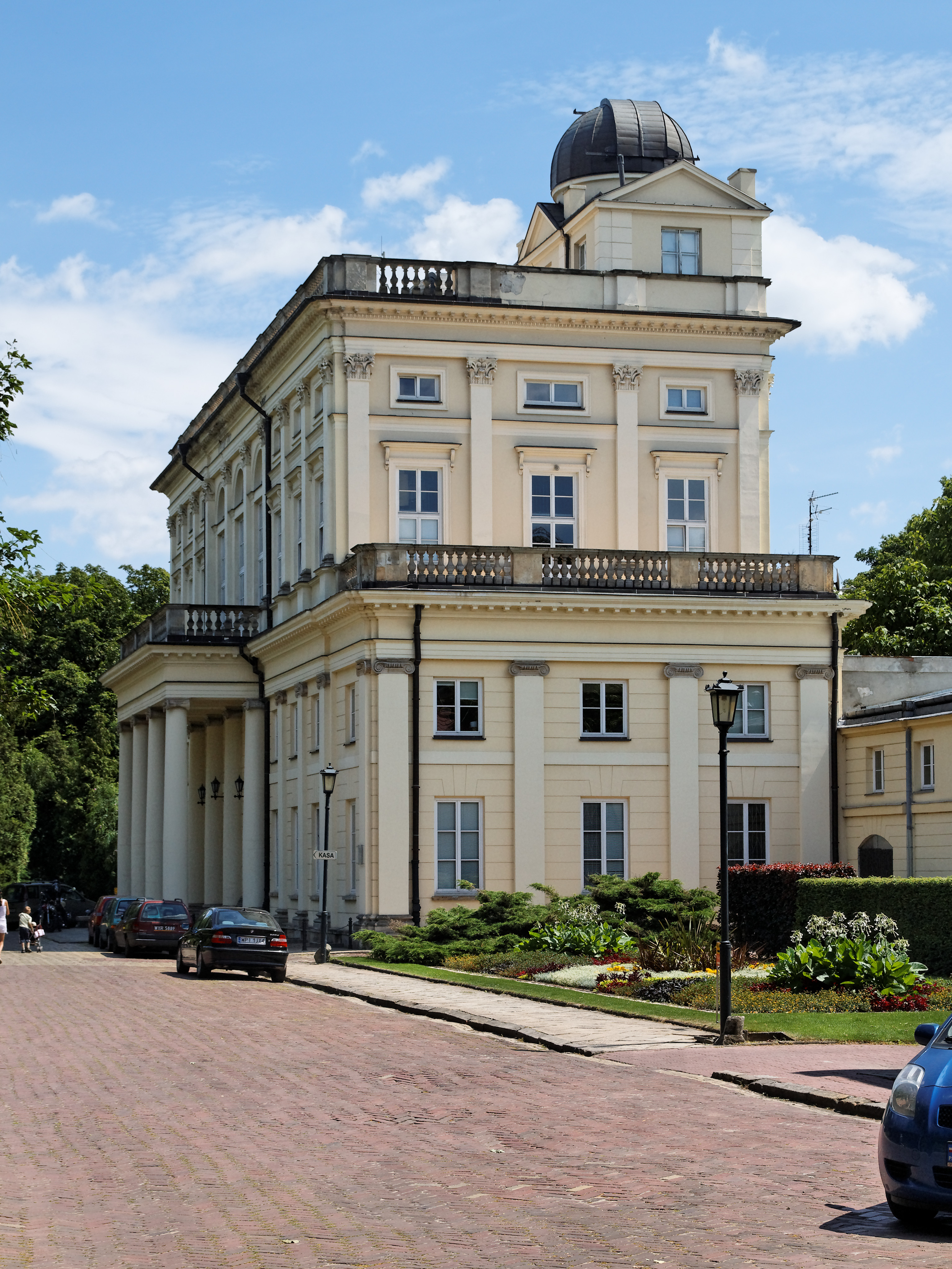
Obserwatorium Astronomiczne Uniwersytetu Warszawskiego

Większość pozostałych jednostek uczelni znajduje się w różnych częściach Śródmieścia:
- Wydział Nauk Ekonomicznych (ul. Długa – Muranów / Nowe Miasto)
- Wydział Pedagogiczny (ul. Mokotowska 16/20)
- Wydział Psychologii (Muranów – ul. Stawki 5/7)
- Wydział Stosowanych Nauk Społecznych i Resocjalizacji:
  - Siedziba dziekana: Śródmieście Południe – ul. Żurawia,
  - Instytut Stosowanych Nauk Społecznych: Kampus – ul. Nowy Świat
  - Instytut Profilaktyki Społecznej i Resocjalizacji Wydziału Stosowanych Nauk Społecznych i Resocjalizacji Uniwersytetu Warszawskiego: Mokotów – ul. Podchorążych
- Europejskie Centrum Edukacji Geologicznej (Korzecko 1C, gmina Chęciny, województwo świętokrzyskie)
- Instytut Etnologii i Antropologii Kulturowej Uniwersytetu Warszawskiego (ul. Żurawia 4).
- Instytut Stosunków Międzynarodowych (ul. Żurawia)
- Obserwatorium Astronomiczne (Al. Ujazdowskie 4)

## Władze rektorskie

### Rektorzy

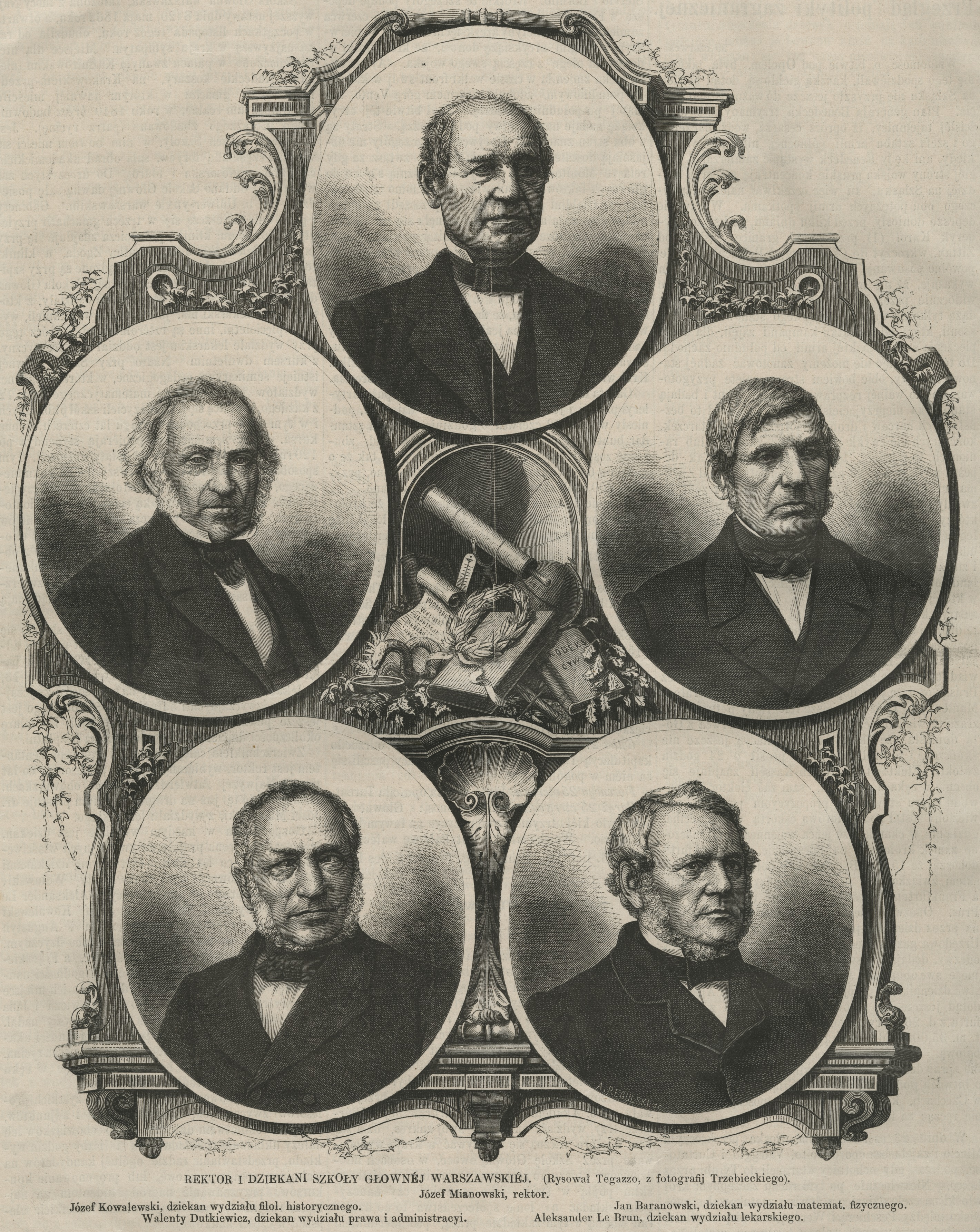
Rektor i dziekani Szkoły Głównej Warszawskiej

1. Ks. Wojciech Szweykowski (1818–1831)
2. Józef Karol Skrodzki (1831)
3. Józef Mianowski (1862–1869)
4. Piotr Ławrowski (1869–1873)
5. Nikołaj Błagowieszczański (1874–1884)
6. Nikołaj Ławrowski (1884–1890)
7. Michaił Szałfiejew (1895)
8. Pawieł Kowalewski (1896)
9. Grigorij Zenger (1896)
10. Michaił Szałfiejew (1898)
11. Grigorij Uljanow (1899–1903)
12. Piotr Ziłow (1904)
13. Jefim Karski (1905–1911)
14. Wasilij Kudrewiecki (1911–1912)
15. Iwan Triepicyn (1913)
16. Siergiej Wiechow (1914–1915)
17. Józef Brudziński (1915–1917)
18. Antoni Kostanecki (1917–1919)
19. Stanisław Józef Thugutt (1919–1920)
20. Jan Karol Kochanowski (1920–1921)
21. Jan Mazurkiewicz (1921–1922)
22. Jan Łukasiewicz (1922–1923)
23. Ignacy Koschembahr-Łyskowski (1923–1924)
24. Franciszek Krzyształowicz (1924–1925)
25. Stefan Pieńkowski (1925–1926)
26. Bolesław Hryniewiecki (1926–1927)
27. Ks. abp Antoni Szlagowski (1927–1928)
28. Gustaw Przychocki (1928–1929)
29. Tadeusz Brzeski (1929–1930)
30. Mieczysław Michałowicz (1930–1931)
31. Jan Łukasiewicz (1931–1932)
32. Józef Ujejski (1932–1933)
33. Stefan Pieńkowski (1933–1936)
34. Włodzimierz Antoniewicz (1936–1939)
35. Jerzy Modrakowski (1939)
36. Stefan Pieńkowski (1945–1947)
37. Franciszek Czubalski (1947–1949)
38. Jan Wasilkowski (1949–1952)
39. Stanisław Turski (1952–1969)
40. Zygmunt Rybicki (1969–1980)
41. Henryk Samsonowicz (1980–1982)
42. Kazimierz Albin Dobrowolski (1982–1985)
43. Rector electus Klemens Szaniawski (1984)
44. Grzegorz Białkowski (1985–1989)
45. Andrzej Kajetan Wróblewski (1989–1993)
46. Włodzimierz Siwiński (1993–1999)
47. Piotr Węgleński (1999–2005)
48. Katarzyna Chałasińska-Macukow (2005–2012)
49. Marcin Pałys (2012–2020)
50. Alojzy Z. Nowak (od 2020)

### Byli prorektorzy
- Maciej Duszczyk
- Stanisław Głąb
- Witold Cezariusz Kowalski
- Ewa Krogulec
- Czesław Kupisiewicz
- Henryk Kupiszewski
- Włodzimierz Lengauer
- Jolanta Choińska-Mika
- Zofia Morecka
- Michał Nawrocki
- Alojzy Z. Nowak
- Anna Giza-Poleszczuk
- Józef Szaflik
- Andrzej Tarlecki
- Marek Wąsowicz
- Konstanty Wojtaszczyk
- Janusz Zakrzewski
- Sławomir Żółtek

### Władze rektorskie w kadencji 2016–2020
- rektor: dr hab. Marcin Pałys, prof. UW[62]
- prorektor ds. rozwoju: dr hab. Anna Giza-Poleszczuk, prof. UW
- prorektor ds. studentów i jakości kształcenia: dr hab. Jolanta Choińska-Mika, prof. UW
- prorektor ds. naukowych: dr hab. Maciej Duszczyk
- prorektor ds. kadrowych i polityki finansowej: prof. dr hab. Andrzej Tarlecki

### Władze rektorskie w kadencji 2020–2024
- rektor: prof. dr hab. Alojzy Z. Nowak[63]
- prorektor ds. rozwoju: prof. dr hab. Ewa Krogulec
- prorektor ds. współpracy i spraw pracowniczych: prof. dr hab. Sambor Grucza
- prorektor ds. badań: prof. dr hab. Zygmunt Lalak
- prorektor ds. studentów i jakości kształcenia: dr hab. Sławomir Żółtek, prof. UW

### Władze rektorskie w kadencji 2024–2028
- rektor: prof. dr hab. Alojzy Z. Nowak[64]
- prorektor ds. współpracy i spraw pracowniczych: prof. dr hab. Sambor Grucza
- prorektor ds. rozwoju: prof. dr hab. Ewa Krogulec
- prorektor ds. badań: prof. dr hab. Zygmunt Lalak
- prorektor ds. doktoranckich i prawnych: dr hab. Adam Niewiadomski, prof. UW
- prorektor ds. studenckich i jakości kształcenia: dr hab. Maciej Raś

## Absolwenci i studenci (m.in.)
Laureaci Nagrody Nobla
- Henryk Sienkiewicz (1846–1916) – student Szkoły Głównej Warszawskiej, laureat Nagrody Nobla w dziedzinie literatury (1905)
- Józef Rotblat (1908–2005) – doktoryzował się na Wydziale Fizyki (1938), laureat Pokojowej Nagrody Nobla (1995)
- Czesław Miłosz (1911–2004) – student Wydziału Prawa, laureat Nagrody Nobla w dziedzinie literatury (1980)
- Menachem Begin (1913–1992) – absolwent Wydziału Prawa i Administracji (1935), laureat Pokojowej Nagrody Nobla (1978)
- Leonid Hurwicz (1917–2008) – absolwent Wydziału Prawa i Administracji (1938), laureat Nagrody Banku Szwecji im. Alfreda Nobla w dziedzinie ekonomii (2007)
- Olga Tokarczuk (ur. 1962) – absolwentka Wydziału Psychologii, laureatka Nagrody Nobla w dziedzinie literatury (2018)

Prezydenci Rzeczypospolitej Polskiej
- Kazimierz Sabbat (1913–1989) – absolwent Wydziału Prawa i Administracji (1939), prezydent RP na uchodźstwie w latach 1986–1989
- Lech Kaczyński (1949–2010) – absolwent Wydziału Prawa i Administracji (1971), prezydent RP w latach 2005–2010
- Bronisław Komorowski (ur. 1952) – absolwent Wydziału Historycznego (1977), prezydent RP w latach 2010–2015

Premierzy Polski
- Jan Kucharzewski (1876–1952) – absolwent Wydziału Prawa i Administracji (1898), premier rządu Królestwa Polskiego w latach 1917–1918 i ponownie w 1918
- Leopold Skulski (1877–1940) – absolwent farmacji (1903), prezes Rady Ministrów w latach 1919–1920
- Tadeusz Mazowiecki (1927–2013) – student Wydziału Prawa i Administracji (studiów nie ukończył), prezes Rady Ministrów w latach 1989–1991
- Jan Olszewski (1930–2019) – absolwent Wydziału Prawa i Administracji (1953), prezes Rady Ministrów w latach 1991–1992
- Jarosław Kaczyński (ur. 1949) – absolwent Wydziału Prawa i Administracji (1971), prezes Rady Ministrów w latach 2006–2007
- Włodzimierz Cimoszewicz (ur. 1950) – absolwent Wydziału Prawa i Administracji (1972), prezes Rady Ministrów w latach 1996–1997

Politycy innych państw
- Dawid Ben Gurion (1886–1973) – student w 1905, premier Izraela w latach 1948–1954 i 1955–1963
- Icchak Szamir (1915–2012) – student Wydziału Prawa w 1935, premier Izraela w latach 1983–1984 i 1986–1992
- Alpha Oumar Konaré (ur. 1946) – absolwent Wydziału Historycznego (1974), prezydent Mali w latach 1992–2002

## Uniwersytet Warszawski w kulturze
- W powieści Operacja Piorun pióra Iana Fleminga absolwentem Uniwersytetu Warszawskiego jest Ernst Stavro Blofeld, szef WIDMO, jeden z najgroźniejszych przeciwników Jamesa Bonda. Warto nadmienić, że w ekranizacji tego dzieła nie wspomina się w ogóle o młodości Blofelda.
- 13 maja 2016 Poczta Polska wprowadziła do obiegu znaczek pocztowy w bloku nr 197 z okazji 200-lecia Uniwersytetu Warszawskiego, przedstawiający Salę Kolumnową w budynku Wydziału Historycznego, a w tle bloku Salę Kolumnową w formie wizualizacji trójwymiarowej, znak UW i godło Uniwersytetu Warszawskiego[65].